# ريوجي أوتومو
ريوجي أوتومو (بالإندونيسية: Ryuji Utomo)‏ (ولد في 1 يوليو 1995 في جاكرتا، إندونيسيا) هو لاعب كرة قدم إندونيسي يلعب لبرسيجا جاكرتا المشارك في دوري السوبر الإندونيسي ويجيد اللعب في مركز قلب الدفاع.

## الأندية

### النجمة
لعب ريوجي أول مباراة له مع النجمة في مباراة ودية ضد نادي المالكية في ملعب نادي النجمة بالجفير في يوم الخميس الموافق 20 أغسطس 2015. في هذه المباراة تم استبدال ريوجي الذي لعب من الدقيقة الأولى إلى الدقيقة 60. عندما كان مشاركا حصل على بطاقة صفراء بعد خطأ في منطقة الجزاء.
سجل ريوجي هدفه الأول مع النجمة في 20 ديسمبر 2015 في نادي التضامن في دوري الدرجة الثانية على ملعب مدينة حمد.

### أريما
في فبراير 2016 انضم ريوجي إلى نادي آريما كرونوس لينضم إلى قائمة اللاعبين الذين تم التعاقد معهم وهم رفائيل مايتيمو وسران لوبيتشيتش وتيجوه أميرودين وأنتوني نوغروهو وهامكا حمزة.

## المنتخبات
قدم أول ظهور له على المستوى الدولي مع إندونيسيا في 21 مارس 2017 ضد ميانمار.

## الحياة الشخصية
والدته يوكيكو هايانو من أصل ياباني. بينما والده آدي برابوو هو جاوي. عندما لا يلعب كرة القدم يحب قراءة الكتب.

## روابط خارجية
- ريوجي أوتومو على موقع قاعدة بيانات كرة القدم.إي يو (الإنجليزية)
- ريوجي أوتومو على موقع ناشيونال فوتبول تيمز (الإنجليزية)
- ريوجي أوتومو على موقع Soccerway.com (الإنجليزية)
- ريوجي أوتومو على موقع عالم كرة القدم.نت (الإنجليزية)